# Attack of the Killer Tomatoes (videogioco 1991)
Attack of the Killer Tomatoes é un videogioco a piattaforme in 2D sviluppato da Imagineering e pubblicato nel 1991 per NES. Una versione per Game Boy fu pubblicata nel 1992 e sebbene utilizzi la stessa copertina del gioco originale NES, non è una conversione di quella versione. La versione Game Boy fu sviluppata da Equilibrium e pubblicata da THQ in Europa e Stati Uniti e da Altron in Giappone nel 1993 con il titolo ridotto di Killer Tomato.
Il gioco si basa sulla serie animata Attack of the Killer Tomatoes: The Animated Series, che a sua volta si basa sulla serie cinematografica di L'attacco dei pomodori assassini.
Un gioco molto differente venne pubblicato per Amstrad CPC, MSX, Tatung Einstein e ZX Spectrum da Global Software nel 1986.

## Trama
Il protagonista del gioco è Chad Finletter, un ragazzino con il compito di fermare il malvagio scienziato Dr. Putrid T. Gangreen che vuole scatenenare il pomodoro del giorno del giudizio finale. Durante il suo viaggio dovrà combattere legioni di pomodori mutanti, sebbene sia un cammino che dovrà intraprendere da solo dato che i cittadini di San Zucchini sono troppo spaventati dai pomodori mutanti per aiutarlo.

## Modalità di gioco
Come il molti videogiochi a piattaforme del suo tempo, il principale metodo di eliminazione dei nemici è il saltare su essi, o rompendo i pomodori in nemici più piccoli. Ci sono diversi boss che includono Zoltan, Beefstake, Mummato, Fang, Ketchuck e Tomacho.